# Ridgeville (Alabama)
 Ridgeville, Alabama és una població dels Estats Units a l'estat d'Alabama. Segons el cens del 2000 tenia 158 habitants.

## Demografia
Segons el cens del 2000, Ridgeville tenia 158 habitants, 64 habitatges, i 44 famílies La densitat de població era de 80,3 habitants/km².
Dels 64 habitatges en un 21,9% hi vivien nens de menys de 18 anys, en un 32,8% hi vivien parelles casades, en un 32,8% dones solteres, i en un 29,7% no eren unitats familiars. En el 29,7% dels habitatges hi vivien persones soles el 7,8% de les quals corresponia a persones de 65 anys o més que vivien soles. El nombre mitjà de persones vivint en cada habitatge era de 2,47 i el nombre mitjà de persones que vivien en cada família era de 2,93.
Per edats la població es repartia de la següent manera: un 21,5% tenia menys de 18 anys, un 7% entre 18 i 24, un 24,7% entre 25 i 44, un 29,7% de 45 a 60 i un 17,1% 65 anys o més.
L'edat mediana era de 43 anys. Per cada 100 dones hi havia 119,4 homes. Per cada 100 dones de 18 o més anys hi havia 100 homes.
La renda mediana per habitatge era de 18.750 $ i la renda mediana per família de 16.875 $. Els homes tenien una renda mediana de 34.286 $ mentre que les dones 11.250 $. La renda per capita de la població era de 17.464 $. Aproximadament el 45,3% de les famílies i el 46,2% de la població estaven per davall del llindar de pobresa.

## Poblacions més properes
El següent diagrama mostra les poblacions més properes.